# Mary Anner
Mary Anner, egentligen Mary Frideborg Ahrenberg, ogift Andersson, född den 3 november 1909 i Norrköpings Sankt Olai församling, död den 4 augusti 2012 i Oscars församling, Stockholm, var en svensk skådespelare.
Anner genomgick skolutbildning i Norrköping och tog sång- och tallektioner för fru Werge där samt för operasångerskan Anna-Lisa von Roos i Stockholm. Hon bedrev även språkstudier vid Stockholms Praktiska Institut.
Anner började sin teaterbana med en turné i landsorten med Martin Sterner 1934 och var sedan engagerad hos Ivar Kalling 1936–1937 samt vid Nya Teatern i Stockholm 1938. Därefter var hon även engagerad vid Radioteatern. Hon gjorde filmdebut 1938. Mary Anner engagerades vid AB Kinocentralen i Stockholm, där hon arbetade som skådespelare i reklamfilmer.
Hon var från 1941 till 1946 gift med journalisten Sixten Ahrenberg (1909–1980) med vilken hon fick dottern Annika (född 1941).
Mary Anner är begravd på Matteus begravningsplats i Norrköping.